# Brainstorm (1983)
Brainstorm (bra: Projeto Brainstorm) é um filme estadunidense de 1983, dos gêneros ficção científica, suspense e drama, dirigido por Douglas Trumbull.
É o último filme de Natalie Wood, que morreu durante a produção.

## Elenco
- Christopher Walken.......Michael Brace
- Natalie Wood.......Karen Brace
- Louise Fletcher.......Lillian Reynolds
- Cliff Robertson.......Alex Terson
- Jordan Christopher.......Gordy Forbes
- Donald Hotton.......Landan Marks
- Alan Fudge.......Robert Jenkins
- Joe Dorsey.......Hal Abramson
- Bill Morey.......James Zimbach
- Jason Lively.......Chris Brace

## Sinopse
Um grupo de cientistas desenvolve um equipamento, em forma de capacete, que consegue gravar as emoções de uma pessoa e depois transmiti-las para outra. Ao apresentar o equipamento para solicitar mais fundos para desenvolvimento, os militares apresentam interesse. Um dos membros da equipe é contra o uso militar, criando com isso um conflito.